# سوهی

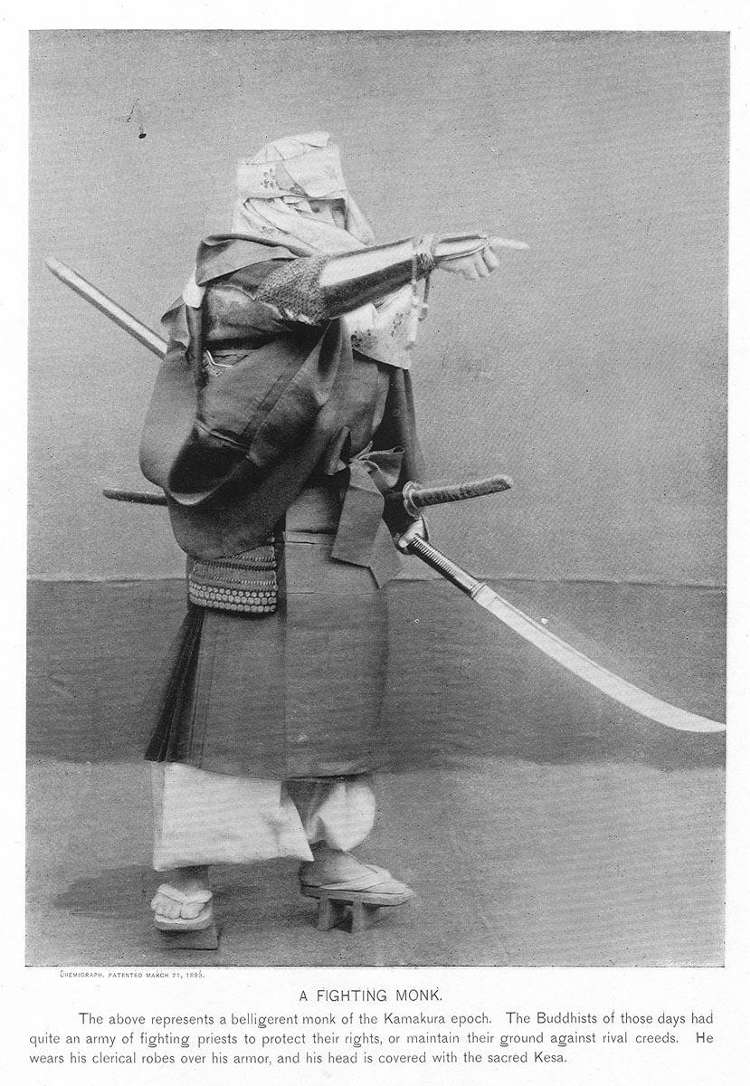

سُوهِی (به ژاپنی: 僧兵 Sōhei)، به معنای تحت لفظی سرباز راهب، به راهبان جنگجوی بودایی گفته می‌شود که از اواخر تاریخ باستان تا قرون وسطی و اوایل دوره مدرن در ژاپن وجود داشتند. سوهی‌ها راهبانی بودند که به کارهای عادی و روزمره در معابد بزرگ کیوتو و نارا اشتغال داشتند و جهت دفاع به صورت مسلح درآمده بودند. نامیدن این گونه جنگجویان در همان زمان به صورت راهب جنگجو یا راهب مسلح یا راهب شیطانی مرسوم بود اما سُوهِی اصطلاحی است که از دوره ادو رواج پیدا کرده است. شیطانی در اصطلاح راهبِ شیطانی به معنای پر قدرت است. از ویژگی‌ها ظاهری سوهی‌ها پوشاندن سر با سرپوش، پوشیدن گتای پاشنه بلند (نوعی صندل سنتی ژاپنی) و به همراه داشتن دشنه‌ای دسته بلند به نام ناگی‌ناتا است. در خارج از ژاپن به راهبان مسلحی که در معابدی به مانند معبد شائولین در چین خدمت می‌کردند، نیز سوهی گفته می‌شود. همچنین سوهی در کابردی گسترده‌تر به گروه‌های مسلح مذهبی اشاره دارد.
به افراد مسلحی که از معابد شینتویی محافظت می‌کردند جی‌نین گفته می‌شود. در زمان فعال بودن سوهی‌ها و جی‌نین‌ها از یک طرف در جامعه اغتشاش به وجود می‌آمد و از طرف دیگر هیچ سرقتی از ثروت بسیار زیاد معابد دیده نمی‌شد.
همچنین الگوهای مختلفی از سربازان راهب وجود داشت. آنها به «افرادی که در اصل راهبان بودند و سرباز شدند»، «مؤمنان مسلح» و «سربازانی که توسط معابد اجیر شده بودند» و غیره تقسیم می‌شدند.

## نقش
برخلاف سایر کشورها، به نظر می‌رسد ژاپن هرگز جنگ‌های مذهبی مانند مسیحیت یا اسلام نداشته است، اما در واقعیت، تا دوره کشورهای متخاصم، مذاهب در ژاپن بر سر دکترین با یکدیگر می‌جنگیدند. در سال ۱۵۳۶ (سال پنجم تنبون)، شورش هوکه بین معبد انریاکو و فرقه هوکه (فرقه نیچیرن) رخ داد و معبد انریاکو ۲۱ معبد را به آتش کشید و حداقل ۳۰۰۰ نفر را کشت. گفته می‌شود که وسعت منطقه‌هایی کیوتو که در این شورش در اثر آتش‌سوزی ویران شد، بیشتر از منطقه جنگ اونین بود. فرقه هوکّه نیز در نبرد با معبد هونگان-جی پیروز شد و معبد هونگان-جی را که در اصل در یاماشینا، کیوتو قرار داشت به اوساکا راند و معبد ایشی‌یاما هونگان در اوساکا ساخته شد. در این دوره، ادیان در ژاپن با یکدیگر می‌جنگیدند، و به همین دلیل مانند هر جنگ دیگری به سرباز که به عنوان «سربازان راهب» شناخته می‌شدند، نیاز بود.
دلیل دیگر این بود که معابد در آن زمان پایگاه‌های مهم اقتصادی و صنعتی بودند. از زمان‌های قدیم، بسیاری از صنایع ژاپن از چین وارد می‌شدند و این راهبان بودند که در سراسر اقیانوس سفر می‌کردند، مانند هیئت‌های اعزامی ژاپنی به امپراتوری چین که این فنون و دانش را به ژاپن بازگرداندند؛ بنابراین، فناوری ساخت محصولات مختلف مانند روغن و کاغذ در معابد و زیارتگاه‌ها متمرکز شد. در ابتدا، نقش معابد انتشار محصولات جدید در ژاپن بود، اما پس از مدتی کسب درآمد خود به هدف تبدیل شد. در این صورت دانش و فناوری به «حق» تبدیل شد و قیمت آن را خالق/فروشنده تعیین می‌کرد. تحت چیزی که امروزه انحصار نامیده می‌شود، به این ترتیب پول و ثروت بیشتری در معابد و زیارتگاه‌ها جمع‌آوری شد و افراد شرور با هدف گرفتن پول شروع به حمله به معابد کردند. معابد و زیارتگاه‌ها با پول و قدرت نظامی ناگزیر قدرت سیاسی نیز خواهند داشت. به عبارت دیگر معابد این عصر سازمان‌های غول پیکری بودند که می‌توان آنها را «مراکز سیاسی، اقتصادی و نظامی» نامید. در دوره سنگوکو (دوره جنگ‌های داخلی ژاپن)، هیچ نیروی امنیتی وجود نداشت، بنابراین معابد به عنوان ابزاری برای دفاع از خود مسلح شدند و سرباران راهب را برای محافظت از معابد به کار گرفتند.